# Slick Rick
Ricky Walters (nacido el 30 de junio de 1965, más conocido por sus nombres artísticos Slick Rick, MC Ricky D y Rick the Ruler), es un rapero tipo Old school rap.
Originario de Mitcham, Londres, Inglaterra, se trasladó con su familia al barrio del Bronx en 1975 cuando conoció a B-Weezy, quien le enseñó a rapear.
El parche característico de Rick se hizo necesario después de resultar herido y perder el ojo a consecuencia del impacto de un cristal roto en su infancia. 
Es muy conocido por una serie de grabaciones realizadas década de 1980, que incluyen los hits "La Di Da Di" y "Children's Story", esta última se la puede escuchar eventualmente en el juego Grand Theft Auto: San Andreas en la emisora Playback FM. 
Una vez alcanzó cierto grado de riqueza, se ganó la reputación de llevar siempre puestas unas ingentes cantidades de joyería en oro y diamantes, incluyendo varios collares con medallas gigantes, brazaletes, enormes anillos en cada dedo y un diente de oro. Se le podría considerar el precedente de la cultura del bling bling en el Hip-Hop.

## Biografía
En 1991, Slick Rick se enfrentó a varios cargos por intento de asesinato y su primo, a quien había contratado como guardaespaldas, admitió más tarde que había visto a Walters disparar a una persona en la salida de un club. 
Slick Rick fue procesado por dos casos de tentativa de asesinato y fue declarado culpable de  todos los cargos que también incluían asalto, empleo de arma de fuego, y posesión criminal de un arma no registrada. 
Russell Simmons, presidente de Def Jam Records, le sacó de la cárcel bajo fianza, y rápidamente grabaron el disco The Ruler's Back, antes de que ingresara en prisión por un periodo de cinco años, dos de ellos por los cargos de asesinato en segundo grado que se le imputaron  por el tiroteo, y tres por problemas con los Servicios de Inmigración derivados de  su residencia en los Estados Unidos. 
En el film documental The Show, Russell Simmons entrevista a Rick mientras estaba encarcelado en Riker’s Island y en él relata esta parte de su vida.
"La Di Da Di", "Mona Lisa" y "Children's Story" son de lejos sus canciones más conocidas, habiendo sido versionada casi palabra por palabra "La Di Da Di" en el álbum Doggystyle de Snoop Dogg de 1993. Además, algunas líneas de esta misma canción han sido utilizadas por múltiples artistas superventas en multitud de grabaciones. 
Montell Jordan sampleó "Children's Story" para su hit de 1995 "This Is How We Do It", Black Star hicieron una versión de ella en su álbum de debut, y Everlast la versionó también para su disco Eat at Whitey's.
Su tercer álbum, Behind Bars fue lanzado mientras estaba en prisión, y por este motivo fue relegado a venderse en saldos y reviews.
Cuando salió de prisión en 1998, decidió permanecer con Def Jam y el 25 de mayo de 1999 lanzó su cuarto álbum, titulado The Art of Storytelling, generalmente considerado la auténtica continuación de su álbum de debut en 1988. Storytelling fue también una exitosa reaparición artística que le emparejó con artistas como Nas, OutKast, Raekwon, y Snoop Dogg, entre otros.
En junio de 2002, después de actuar en un crucero por el Mar Caribe, Rick fue arrestado por el INS (Servicio de Inmigración y Naturalización de los EE. UU.) por haber reentrado a los Estados Unidos a través de Florida. 
En ese momento fue informado de que le deportaban por ser ciudadano británico, habiendo nacido en Londres y trasladándose en su juventud a Estados Unidos.
En 1996, había sido aprobada una ley por la cual los extranjeros condenados por delitos graves relacionados con violencia debían ser deportados, una ley que se había reforzado debido a las fuertes medidas de seguridad impuestas en el país tras los Atentados del 11 de septiembre de 2001, pero finalmente le encarcelaron.
Todas las apelaciones de Rick eran rechazadas de manera continua, pero tras 17 meses en prisión finalmente fue liberado bajo fianza el 7 de noviembre.
Los rumores sugerían que Rick planeaba lanzar un nuevo álbum, "The Adventure Continues" (La Aventura Continúa), en 2007. Sin embargo, en una entrevista para el magazine XXL, negó que estos rumores fueran ciertos. 
Supuestamente Rick está “esperando a que el mercado se abra a una audiencia [más] madura”.
En octubre de 2006, el Departamento de Seguridad Nacional de los EE. UU., inició nuevos trámites para deportar a Walters, trasladando el caso del “Tribunal de Apelaciones de Segundo Circuito de los Estados Unidos”, con base en Nueva York, al más conservador “Tribunal de Apelaciones del Undécimo Circuito de los Estados Unidos”. El Tribunal tiene base en Atlanta, Georgia, pero se espera que el juicio se desarrolle en Florida, donde los agentes del INS arrestaron originalmente a Rick. 
Tiene dos hijos, Lateisha y Ricky, de dos madres diferentes. Actualmente reside en el Bronx y vive con su hijo Ricky.

## Discografía
- The Great Adventures of Slick Rick
  - Lanzado: 2 de mayo de 1988
  - Posición en la lista de ventas Billboard 200: #31
  - Posición en la lista de ventas R&B/Hip-Hop: #1
  - Último Certificado RIAA: Platino
  - Singles: "Mona Lisa", "Teenage Love", "Children's Story" & "Hey Young World"

- The Ruler's Back
  - Lanzado: 2 de julio de 1991
  - Posición en la lista de ventas Billboard 200: #29
  - Posición en la lista de ventas R&B/Hip-Hop: #18
  - Último Certificado RIAA:
  - Singles: "Mistakes Of A Woman" & "I Shouldn't Have Done It"

- Behind Bars
  - Lanzado: 22 de noviembre de 1994
  - Posición en la lista de ventas Billboard 200: #51
  - Posición en la lista de ventas R&B/Hip-Hop: #11
  - Último Certificado RIAA:
  - Singles: "It's A Boy", "Behind Bars" & "Sittin' In My Car"

- The Art of Storytelling
  - Lanzado: 25 de mayo de 1999
  - Posición en la lista de ventas Billboard 200: #8
  - Posición en la lista de ventas R&B/Hip-Hop: #1
  - Último Certificado RIAA: Oro
  - Singles: "We Turn It On", "Street Talkin'" & "Frozen"

## Singles
| Año  | Canción                                      | Posición     | Posición | Posición | Álbum                              |
| Año  | Canción                                      | U.S. Hot 100 | U.S. R&B | U.S. Rap | Álbum                              |
| ---- | -------------------------------------------- | ------------ | -------- | -------- | ---------------------------------- |
| 1988 | "Children's Story"                           | -            | 5        | 2        | The Great Adventures of Slick Rick |
| 1988 | "Hey Young World"                            | -            | 42       | 17       | The Great Adventures of Slick Rick |
| 1988 | "Teenage Love"                               | -            | 16       | 8        | The Great Adventures of Slick Rick |
| 1991 | "I Shouldn't Have Done It"                   | -            | 50       | 2        | The Ruler's Back                   |
| 1991 | "Mistakes of a Woman in Love with Other Men" | -            | -        | -        | The Ruler's Back                   |
| 1991 | "It's a Boy"                                 | -            | -        | -        | The Ruler's Back                   |
| 1994 | "Behind Bars"                                | 87           | 63       | 12       | Behind Bars                        |
| 1995 | "Sittin' in My Car"                          | -            | 56       | 11       | Behind Bars                        |
| 1999 | "Street Talkin'"                             | -            | 65       | 22       | The Art of Storytelling            |

### Colaboraciones
| Año  | Canción                                                                | Posición     | Posición | Posición | Posición | Álbum               |
| Año  | Canción                                                                | U.S. Hot 100 | U.S. R&B | U.S. Rap | UK       | Álbum               |
| ---- | ---------------------------------------------------------------------- | ------------ | -------- | -------- | -------- | ------------------- |
| 1996 | "I Like" (Montell Jordan featuring Slick Rick)                         | 28           | 11       | -        | 24       | The Nutty Professor |
| 1999 | "Da Art of Storytellin' (Pt. 1)" (Outkast featuring Slick Rick)        | -            | 67       | -        | -        | Aquemini            |
| 2001 | "Girls, Girls, Girls" (Jay-Z featuring Slick Rick, Q-Tip & Biz Markie) | 15           | 4        | 9        | 11       | The Blueprint       |
| 2007 | "Hip Hop Police" (Chamillionaire featuring Slick Rick)                 | 101          | 76       | -        | 50       | Ultimate Victory    |
| 2012 | "How Ya Doin'?" (Little Mix featuring Slick Rick)                      | -            | -        | -        | -        | DNA                 |
| 2018 | "Constant pt.1 pt.2" (Black eyed Peas feat. Slick Rick)                | -            | -        | -        | -        | Masters of the Sun  |

## Apariciones
- 1989: "If I'm Not Your Lover (remix en 12" del álbum de Al B. Sure! The Very Best Of Al B Sure!)
- 1994: "Let's All Get Down" (Del álbum Jewel of the Nile  de Nice & Smooth)
- 1994: "Move On..." (Del recopilatorio The Show)
- 1996: "Got To Give It Up" (Del álbum de Aaliyah, One In A Million)
- 1997: "Just Another Case" (Del álbum Da Dirty 30 de CRU)
- 1998: "Fresh" (Del álbum Life In 1472 de Jermaine Dupri)
- 1998: "Faces Of Def" (bonus track en el álbum Watcha Gonna Do? de Jayo Felony)
- 1998: "Unify" (Del álbum Soundtrack to the Streets de Kid Capri)
- 1998: "Pimpin' Ain't Easy" Featuring Ice T & Charles Wright "WWF Aggression")
- 1999: "If We Give You A Chance" (Del álbum I Want It All de Warren G)
- 1999: "Night Riders" (del álbum Make The Music 2000 de Rahzel)
- 1999: "So Fresh" (Del álbum Willenium de Will Smith)
- 1999: "Don't Come My Way" (De la BSO de Whiteboys con Common)
- 1999: "Da Art of Storytelling (Part 1)" (Del álbum Aquemini de OutKast)
- 2000: "So What" (Del álbum Def Squad Presents Erick Onasis de Erick Sermon)
- 2001: "What We Do (For Love)" (Del álbum AOI: Bionix de De La Soul)
- 2001: "Pie"  (Del álbum WWF The Music, Vol. 5 con The Rock)
- 2001: "Girls, Girls, Girls" (Del álbum The Blueprint de Jay-Z)
- 2001: "Guidance Counselor" (Del álbum Little-T And One Track Mike)
- 2002: "Women Lose Weight"  (Del álbum Charango de Morcheeba)
- 2004: "The Return (Remix)" (Del álbum Unfinished Business de Jay-Z y R. Kelly)
- 2005: "Bedtime Story" (Del álbum A.W.O.L. de AZ)
- 2005: "The Sun" (Del álbum Put It on the Line] de Ghostface Killah)
- 2005: "Irresistible Delicious" (Del álbum The Cookbook de Missy Elliott)
- 2006: "Vows" (Del álbum Use Your Confusion de Juggaknots)
- 2007: "Hip Hop Police" (Del álbum Ultimate Victory de Chamillionaire)
- 2007: "Get It Right" (Del álbum Theater Of The Mind de Ludacris)
- 2007: "Let Me Tell You a Story" (Del recopilatorio Step Up 2 The Streets)
- 2009: "Y.O.U." (Del álbum de Asher Roth, Asleep in the Bread Aisle - UK bonus track)
- 2009: "Auditorium" (Del álbum de Mos Def, The Ecstatic)
- 2009: "We Will Rob You" (Del álbum de Raekwon, Only Built 4 Cuban Linx II)
- 2009: "Family Jewels" (Del álbum de Dynas, The Apartment)

## Filmografía
- Aparición en el backstage del documental Fade to Black de Jay-Z.
- Cameo en el videoclip del sencillo "Number One Spot" de Ludacris.
- Cameo, llevando su joyería excesiva en el videoclip, "New York Shit" de Busta Rhymes con Swizz Beatz.
- Como él mismo en el juego Def Jam: Fight for NY.
- Capo de la droga en la película de 1999  Whiteboyz, coprotagonizada por los raperos Doug E. Fresh, Dr. Dre, Snoop Dogg, Fat Joe, Dead Prez y Mic Geronimo.
- Cameo en la película Brown Sugar, que contaba con  Taye Diggs y Sanaa Lathan en el reparto.